# Edmond About
Edmond François Valentin About, fr ɛdmɔ̃ fʀɑ̃swa valɑ̃tɛ̃ abu (ur. 14 lutego 1828 w Dieuze, zm. 16 stycznia 1885 w Paryżu) – francuski pisarz i publicysta członek Akademii Francuskiej.
Po ukończeniu szkół w Paryżu, odbył studia archeologiczne w Atenach. Po powrocie do Paryża poświecił się pracy literata. Pisał głównie szkice polityczne, powieści obyczajowe oraz dramaty. W pierwszym okresie wspierał Napoleona III Bonaparte, następnie stał się republikaninem. W 1871 roku założył republikański i antyklerykalny dziennik Le XIXe siècle. Powieść „Alzace” spowodowała jego tygodniowe uwięzienie na terenie Niemiec.
W dniu 24 stycznia1884 roku został członkiem Akademii Francuskiej, jednakże zmarł na kilka dni przed wyznaczonym terminem przyjęcia w wieku 56 lat.
Zmarł w Paryżu i został pochowany na cmentarzu Père-Lachaise, a jego nagrobek zdobi rzeźba Gustave'a Crauka.